# Sarcz
Sarcz (niem. Zaskerhütte) – wieś w Polsce, położona w województwie wielkopolskim, w powiecie czarnkowsko-trzcianeckim, w gminie Trzcianka.
| SIMC    | Nazwa      | Rodzaj    |
| ------- | ---------- | --------- |
| 0530494 | Kochanówka | część wsi |

W latach 1975–1998 miejscowość administracyjnie należała do województwa pilskiego.
Wieś znajduje się około 4 km na północ od Trzcianki. Nieopodal wsi, ukrytej pośród lasów, przepływa Niekurska Struga, która wpada do dwóch trzcianeckich jezior: Sarcze i Okunie.
Do miejscowości należały ziemie położone na północ od jeziora Sarcze, które w 1996 r. wchłonęło miasto Trzcianka. Również grunty po dawnych zakładach PGR, działających we wsi do 1997 r., zostały wcielone w granice miasta.
Wieś została założona w 1600 roku. Po I rozbiorze Polski, Sarcz został zajęty przez Prusy. Administracja zaborcza dokonała zmiany nazwy na Zaskerhütte.
Na terenie wsi odkryto kurhanowe cmentarzysko z czasów rzymskich oraz narzędzia z krzemienia z okresu kultury pucharów lejkowatych, a także amfory i gliniane naczynia sprzed 3-4 tysięcy lat p.n.e.